# Історія Кракова
Історія Кракова, одного з найдавніших міст Польщі, починається у давні часи, а від другої половини Х ст. вона нерозривно пов’язана із формуванням польської державності: Краків стає політичним центром удільних князівств, згодом — столицею об’єднаної Польської держави, місто розвивається як значний осередок ремесел (промисловості) і торгівлі, науки та культури.

## Найдавніша історія
За даними археології найдавніші поселення на місці теперішнього Кракова виникли ще у кам’яну добу, близько 50 000 років тому. У часи раннього Середньовіччя Краків був головним осередком держави (протодержавного утворення) віслян. Найімовірніше до VII ст. належать згадки про легендарних правителів віслинського поселення — Кракуса і Ванду.